# Атланта Силвербэкс
«Атланта Силвербэкс» (англ. Atlanta Silverbacks) — бывший профессиональный футбольный клуб из Атланты, штата Джорджия, США. Основан в 1994 году. Выступал в различных лигах второго уровня американской футбольной пирамиды. Расформирован в 2016 году.

## История
Команда начала существование под именем «Атланта Ракэс» (Atlanta Ruckus) в 1994 году и выступала во втором дивизионе — А-League (позднее USL First Division). Клуб был переименован в «Силвербэкс» в 1998 году после смены владельца.
В ноябре 2009 года «Силвербэкс» объявил о своём намерении прекратить выступление в USL First Division и стать одним из основателей вновь созданной Североамериканской футбольной лиги (NASL). Так как NASL не была санкционирована Федерацией футбола США до 2011 года, клуб не проводил игр в 2010 году.
11 января 2016 года NASL расформировала «Атланту Силвербэкс», после того как лиге не удалось найти нового владельца для клуба. Резервная команда «Атланты Силвербэкс» продолжила выступать Национальной премьер-лиге до 2019 года, когда была преобразована в клуб «Атланта».

### Цвета и логотип

Эмблема клуба до 2013 года

Название клуба «Силвербэкс» было выбрано в честь популярного самца серебряноспинной (silverback, «силвербэк») гориллы по кличке Уилли Би, который прожил почти сорок лет в зоопарке Атланты до самой смерти в 2000 году. До 2013 года эмблема клуба включала изображение серебряноспинной гориллы. 23 января 2013 года клуб обновил эмблему.
Официальные цвета клуба — красный, чёрный, серый и белый.

## Стадион
С 2006 года команда выступала на специализированном для игры в футбол стадионе «Атланта Силвербэкс Парк» на 5000 мест.
- «Декалб Мемориэл Стэдиум», Кларкстон, Джорджия (2003—2005)
- «Атланта Силвербэкс Парк», Шамбли, Джорджия (2006—2015)

## Главные тренеры
- Лотар Озиандер (1995)
- Чарли Морган (1996)
- Ангус Макалпайн (1997)
- Дэвид Эристави (1997—1998)
- Крис Хелленкемп (1998, и. о.)
- Нуно Питейра (1999—2000)
- Джон Дуган (2001)
- Бретт Мосен (2002—2003)
- Дэвид Водриэл (2004—2005)
- Джейсон Смит (2005—2008)
- Хосе Мануэль Абундис (2011)
- Алекс Пинеда Чакон (2012)
- Эрик Виналда (2012, и. о.)
- Брайан Хейнс (2012—2014)
- Эрик Виналда (2014, как технический директор)
- Джейсон Смит (2014)
- Алехандро Помбо (2014, и. о.)
- Гари Смит (2014—2015)

## Достижения
- Чемпион NASL: Весна 2013
- Финалист второго дивизиона (A-League/USL First Division) (2): 1995, 2007